# Bundesstraße 5
Bundesstraße 5 er en primærrute i det nordlige Tyskland mellem Nibøl (tysk: Niebüll) og Frankfurt an der Oder. Det giver motorister en mulighed for at køre direkte mellem Hamborg og Berlin.